# リング・オブ・ファイア
リング・オブ・ファイア（Ring of Fire）は、2000年にカリフォルニア州チュラビスタで結成されたアメリカ合衆国のネオクラシカル、プログレッシブ、パワーメタルのバンドである。
イングヴェイ・マルムスティーンと共同制作したソロ・アルバム『リング・オブ・ファイア』を発表したマーク・ボールズをフロントマンとして、ギタリストのトニー・マカパイン、プラネット・エックスのドラマーのヴァージル・ドナティ、グラミー賞を受賞したベーシストのフィリップ・バイノ、キーボーディストのスティーヴ・ワインガートによって結成された。
リング・オブ・ファイアは2001年から2004年までに、3枚のスタジオ・アルバムとライブ・アルバム『バーニング・ライヴ・イン・東京2002』を発表。ボールズ、マカパイン、ドナティはバンドを脱退し、セヴン・ザ・ハードウェイを結成。その後、ボールズ、マカパイン、ワインガートがバンドに戻り、2014年にアルバム『バトル・オブ・レニングラード』を発表。

## 現メンバー
- マーク・ボールズ - リード・ボーカル
- トニー・マカパイン - ギター
- ティモ・トルキ - ベース
- ジャミ・ヒュオヴィネン - ドラムス
- ヴィタリ・クープリ - キーボード

### 旧メンバー
- ジョージ・ベラス - ギター
- スティーヴ・ワインガート - キーボード
- フィリップ・バイノエ - ベース
- ビョルン・エングレン - ベース
- ヴァージル・ドナティ - ドラムス

## ディスコグラフィ

### スタジオ・アルバム
- 『ジ・オラクル』 - The Oracle (2001年、アヴァロン)
- 『ドリームタワー』 - Dreamtower (2002年、フロンティアーズ)
- 『ラプス・オブ・リアリティ』 - Lapse of Reality (2004年、キング)
- 『バトル・オヴ・レニングラード』 - Battle of Leningrad (2014年、フロンティアーズ)

### ライヴ・アルバム
- 『バーニング・ライヴ・イン・東京2002』 - Burning Live in Tokyo 2002 (2002年、フロンティアーズ、マーキー)

### DVD
- 『バーニング・ライヴ・イン・東京2002』 - Burning Live in Tokyo 2002 (2003年、フロンティアーズ、マーキー)